# Pierre-Laurent Buirette de Belloy

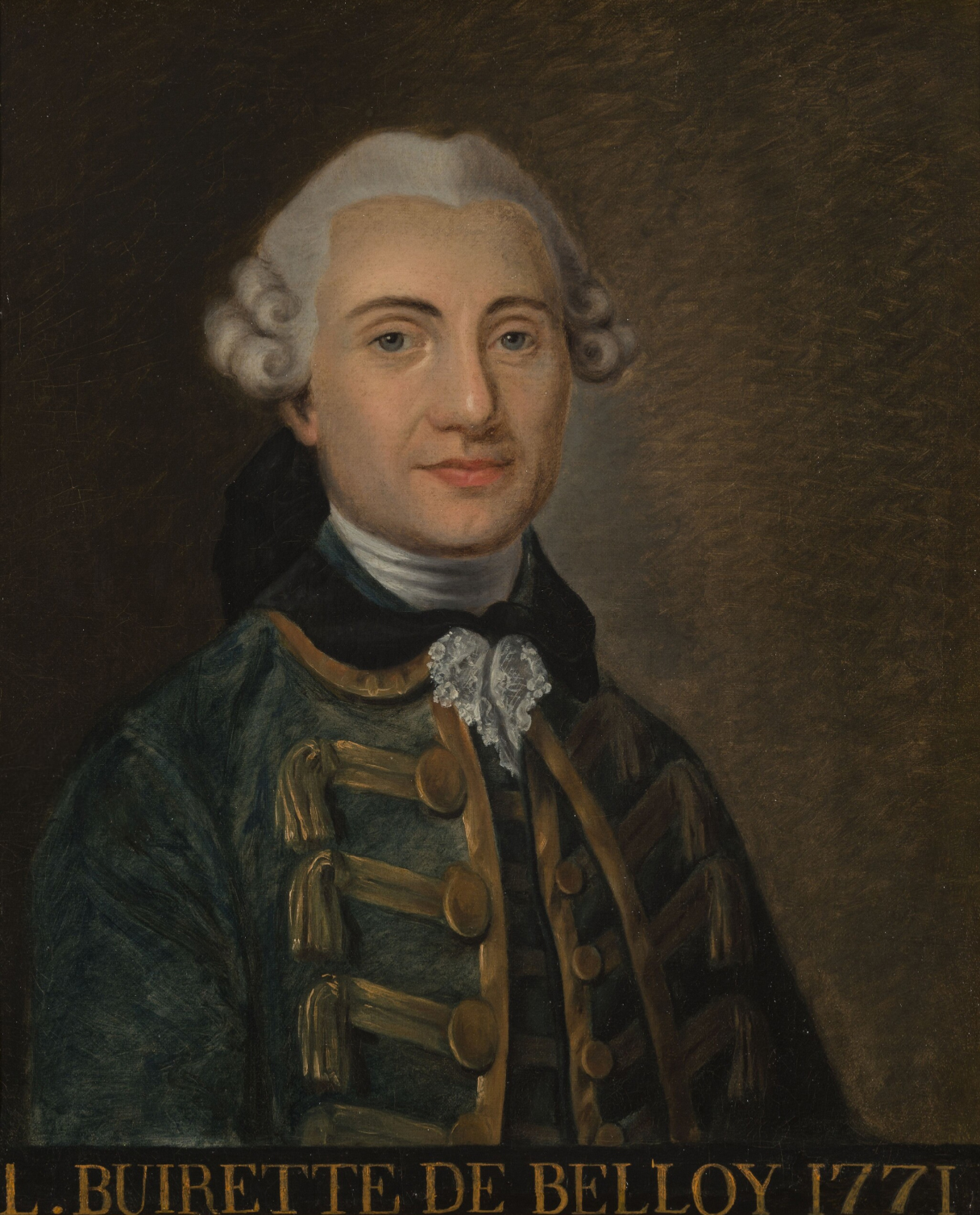
El actor y dramaturgo Pierre de Belloy en 1771

Pierre-Laurent Buirette de Belloy, que usó el pseudónimo de Dormont De Belloy (Saint-Flour, Cantal, Auvernia, 17 de noviembre de 1727 - París, 5 de marzo de 1775) fue un dramaturgo y actor francés.

## Biografía
Fue educado por su tío, un distinguido abogado en París, con el propósito de que hiciera la carrera de Derecho; pero él rechazaba esa profesión y prefería la farándula. Así que se unió a una compañía de comediantes que interpretaba piezas en las cortes reales del norte de Europa. Perseguido por su tío, en 1758 una representación de su Titus, ya mostrado en San Petersburgo, fue pospuesta a instancias de su pariente y, cuando logró representarse, una claque hostil logró que fracasara. Al fin pudo regresar a París con Zelmire (1762), un drama fantástico que alcanzó mucho éxito e incluso se convirtió en una ópera italiana en dos actos, Zelmira con música de Rossini. Y en 1765 obtuvo un éxito no menor con una obra histórico-patriótica,  Le Siège de Calais / El sitio de Calais, con la que De Belloy procuró introducir los temas nacionales para renovar un teatro muy estancado en los temas grecolatinos.
Las humillaciones sufridas por Francia en la Guerra de los Siete Años aseguraron una buena recepción para la obra, y el entusiasmo popular no se vio afectado por la crítica moderada hacia esta obra por parte de Denis Diderot y de Voltaire, quienes señalaron que Francia no podía ser glorificada con la descripción de una derrota. De Belloy fue admitido en la Academia Francesa en 1772 por sus méritos como dramaturgo, y sigue siendo el único actor que ha ocupado un puesto en esta Academia. Su intento pionero de introducir los temas nacionales en el drama francés merece aprecio, pero carecía de recursos para emprender esa tarea. Le Siège de Calais fue seguido por Gabrielle de Vergy (1770), Gaston di Bayard (1771) y Pedro le Cruel (1772). Ninguno de estos logró el éxito de su obra anterior, y se dice que De Belloy falleció el 5 de marzo de 1775 en parte por la pena que le supuso esta decepción.